# Франклін та Беш
«Франклін та Беш» (англ. Franklin & Bash) — американський комедійно-драматичний серіал на телеканалі TNT. Головні ролі, двох неординарних адвокатів та давніх друзів, грають Брекін Меєр та Марк-Пол Ґосселар. Виконавчий продюсер «Turner Broadcasting» назвав телесеріал «веселим судочинством».

### Український переклад/озвучення
У 2011 році приватна студія «Омікрон», що перекладає та здійснює багатоголосе закадрове озвучення українською, донесла до співвітчизників американський гумор, а саме — перший сезон телесеріалу. Цікаво, що голос боса головних героїв озвучує Євген Малуха.

## Сюжет
Двоє молодих адвокатів, Франклін та Беш, для захисту своїх клієнтів іноді вдаються до дуже незвичних витівок у залі суду. Після того, як вони перемогли нудну юридичну контору, її голова запропонував Франкліну та Бешу роботу, аби вдихнути нове життя в робочий процес.

## Перелік епізодів

### 1 сезон
- Епізод 01 — Пілотний (англ. Pilot)
- Епізод 02 — Вона піднялася нагору, щоб вбити мене (англ. She Came Upstairs To Kill Me)
- Епізод 03 — Дженніфер Троянська (англ. Jennifer of Troy)
- Епізод 04 — Виручи друзяку (англ. Bro-Bono)
- Епізод 05 — Ви не можете взяти це з собою (англ. You Can't Take It With You)
- Епізод 06 — Велика рибка (англ. Big Fish)
- Епізод 07 — Франклін проти Беша (англ. Franklin vs. Bash)
- Епізод 08 — Затягнутий вибух (англ. The Bangover)
- Епізод 09 — Парубочий вечір (англ. Bachelor Party)
- Епізод 10 — Піди й скажи це в горах (англ. Go Tell It on the Mountain)

### 2 сезон
2 сезон вийшов у 2013 році і включає 10 епізодів:
- Епізод 01 — Strange Brew (5 червня 2012)
- Епізод 02 — Viper (12 червня 2012)
- Епізод 03 — Jango and Rossi (19 червня 2012)
- Епізод 04 — For Those About to Rock (26 червня 2012)
- Епізод 05 — L'affaire Du Coeur (3 липня 2012)
- Епізод 06 — Voir Dire (10 липня 2012)
- Епізод 07 — Summer Girls (17 липня 2012)
- Епізод 08 — Last Dance (24 липня 2012)
- Епізод 09 — Waiting on a Friend (31 липня 2012)
- Епізод 10 — 650 to SLC (14 серпня 2012)

### 3 сезон
Виходив проятгом літа 2013 року, так само як і минулі два сезони складається із 10 епізодів.
- Епізод 01 — Coffee and Cream (19 червня 2013)
- Епізод 02 — Dead and Alive (19 червня 2013)
- Епізод 03 — Good Lovin' (26 червня 2013)
- Епізод 04 — Captain Johnny (3 липня 2013)
- Епізод 05 — By the Numbers (10 липня 2013)
- Епізод 06 — Freck (17 липня 2013)
- Епізод 07 — Control (24 липня 2013)
- Епізод 08 — Out of the Blue (31 липня 2013)
- Епізод 09 — Shoot to Thrill (7 серпня 2013)
- Епізод 10 — Gone in a Flash (14 серпня 2013)

## Акторський склад

### Основний
- Брекін Маєр у ролі Джареда Франкліна — елегантного, самовпевнененого гулящого сина відомого адвоката.
- Марк-Пол Ґосселар грає Пітера Беша — найкращого друга Джареда та його юридичного партнера. Він більш зрілий та урівноважений за Франкліна, та все ще має почуття до своєї колишньої, Джені (роль якої виконує Клер Коффі).
- Малкольм МакДовел у ролі Стентона Інфелда — ексцентричного, та ще й легкого на підйом головного партнера відомої юридичної фірми Infeld Daniels, який наймає Франкліна та Беша після спостереження їх нетрадиційних виступів у суді.
- Дана Девіс грає Кармен Філіпс — колишню злочинницю, що працює на Франкліна та Беша.
- Кумайл Нанжіані у ролі Піндера Сінга — агорафобія|агорафобіка й ґіка наукової фантастики, що працює на Франкліна та Беша.
- Рід Даямонд грає Дем'яна Карпа — племінника Стентона, який працює у Infeld Daniels. Він заздрить Франкліну та Бешу, які здобули прихильність його дядька. Колись він зустрічався із Ганною Ліндрен, але припинив це, бо не хотів мати стосунків зі співробітницею.
- Гарцель Біувейс-Найлон у ролі Ганни Ліндрен — адвоката, що працює у Infeld Daniels та колишньої коханки Дем'яна, яка використовує слабкості Франкліна, щоб повернутися до Дем'яна.

### Періодично з'являються
- Олександра Голден грає Деббі Вайлокс, асистентку Франкліна та Беша.
- Клер Коффі у ролі Джені Рос, помічниці окружного прокурора та колишньої дівчини Пітера Беша.

## Зйомки та показ
Спершу, серіал розвивала телемережа TBS. У лютому 2010, TBS оприлюднила перелік акторів пілотної серії зі сценарію, написаного Кевіном Фолсом та Білом Чайсом.
Оголосили про кастинг на початку березня, із Маєром та Ґосселаром у ролях персонажів із назви. Наступним, на роль Стентона Інфілда, ухвалили МакДовела. Після цього, на роль Піндера Сінга взяли комедійного актора Кумайла Нанжіані,, потім Даямонда, на роль Дем'яна Карпа, і Біувейс-Найлон й Девіс, на ролі Ганни Ліндрен і Кармен Філіпс відповідно.
Пілот знімали у Атланті в кінці березня та на початку квітня.
У травні 2010, TBS передали шоу до сестринського каналу TNT, бо керівники цієї телемережі вважали, що їм він більше підходить. Телеканал дав проєкту «зелене світло» щодо випуску 10 серій усередині травня.

## Рецензії

### Критика
Франклін та Беш, в середньому, отримав змішані відгуки, на Metacritic його рейтинг досяг 56. Видання Los Angeles Times описало пілотний епізод як «не перенасичений інтригами як Білий комірець, сатиричний як Хороші хлопці чи прекрасно розташований як Гаваї 5-0; Франклін та Беш витончений, він веселий та він  саме літо.» Variety дав позитивний відгук, описавши шоу як «грайливе, безглузде та зовсім невибагливе.» The Hollywood Reporter також написав позитивний відгук на пілот:
Врешті, Франклін та Беш використовує правовий жанр, щоб підтримати те, що в основному є історією про приятелів. Тут може бути розкрита більша зухвалість та, звичайно ж, молодецькі складнощі, але Франклін та Беш безсумнівно впораються з ними за допомогою своєї зовнішності та кмітливості. Ось як їх крутять — в основному — на TNT.

### Рейтинги
Пілотний епізод зібрав близько 2.7 мільйонів глядачів, 1.1 млн з них — аудиторія віком від 18 до 49 років.